# Pavilhão Multiúsos de Luanda
O Pavilhão Multiúsos de Luanda é um recinto multiusos público angolano localizado em Quilamba, na cidade de Belas, na província de Luanda. A arena, com capacidade para 12.720 pessoas, foi construída para receber o Campeonato do Mundo de Hóquei em Patins de 2013, na sua primeira edição na África.